# Vrbno pod Pradědem
Vrbno pod Pradědem (hist. niem. Würbenthal) – miasto w Czechach, w kraju morawsko-śląskim, w powiecie Bruntál. Według danych z 2017 powierzchnia miasta wynosiła 6 891 ha, a liczba jego mieszkańców 5305 osób. Położone jest na terenie Śląska Czeskiego, w jego górnośląskiej części, z wyjątkiem dzielnic Mnichov (niem. Einsiedel) i Železná (niem. Buchbergsthal), leżących na terenie dawnego dolnośląskiego księstwa nyskiego.

## Historia
Pierwszą miejscowością w miejscu dzisiejszego miasta była górnicza osada Gesenek, rozwijająca się w XIV wieku pod książęcym zamkiem Fürstenwalde. W 1611 osadzie nadał prawa miejskie Heinrich von Würben (Hynek Bruntálský z Vrbna) − miasto nosi dzisiaj jego rodowe nazwisko. Vrbno stało się wolnym miastem górniczym. Wtedy także powstała pierwsza szkoła dla około 100 uczniów (działała głównie w zimie, bo latem uczniowie pomagali rodzicom w pracach polowych).
Do XVII wieku w pobliżu Vrbna wydobywano złoto, srebro i rudę żelaza, działały huty oraz szklarnia. Od XVIII wieku rozwijało się włókiennictwo, a w XIX wieku przemysł.
Podczas spisu powszechnego w 1910 wszyscy mieszkańcy (w liczbie 3519) zadeklarowali język niemiecki jako rodzinny. W latach 1938–1945 należało do III Rzeszy.
Po II wojnie światowej miejscowi Niemcy zostali wysiedleni i nastąpiła gwałtowna industrializacja. Jej ofiarą oraz rozbudowy miasta stała się część zabytkowej zabudowy, wyburzanej m.in. na osiedla mieszkaniowe. Obecnie coraz większą rolę odgrywają małe i średnie przedsiębiorstwa oraz turystyka.

## Części miasta
Terytorium miejscowości Vrbno pod Pradědem składa się z pięciu części:
- Bílý Potok;
- Mnichov;
- Vidly;
- Vrbno pod Pradědem (centrum);
- Železná.

## Zabytki

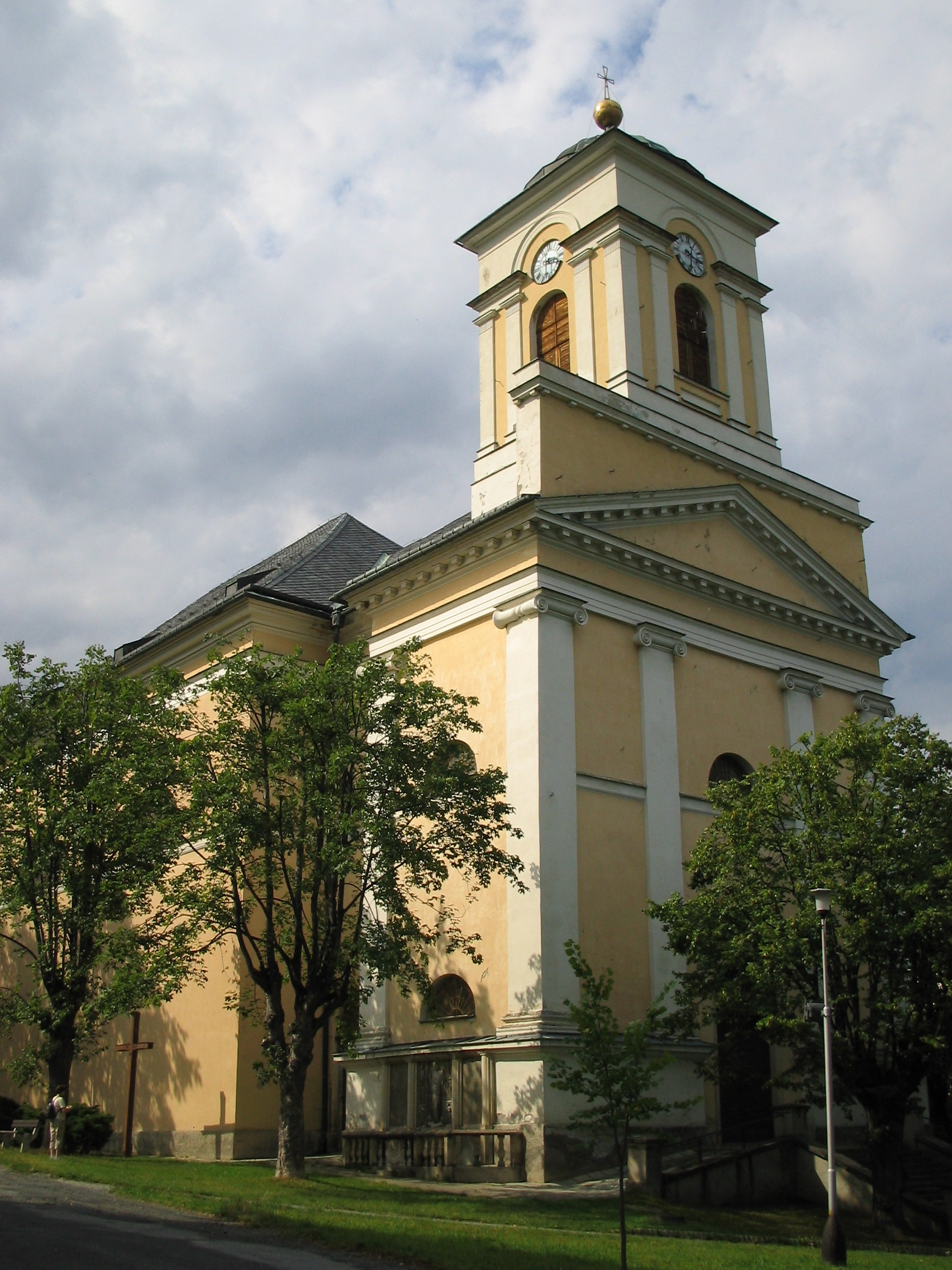
Kościół św. Michała

- rynek św. Michała - istniejący od 1607. Po wyburzeniach domów w północnej i zachodniej pierzei w 1974 najstarsze zachowane obiekty to dawna oberża Adler (obecnie dom mieszkalny nr 11) oraz kompleks klasztorny i szkoła Zakonu Krzyżackiego (miał w okolicy dobra aż do 1945, obecnie to dom dziecka i gimnazjum).
- kościół św. Michała, pierwotnie z lat 1635–1637, postawiony w miejscu starszej kapliczki, zniszczonej przez protestantów. W 1837 dokonano przebudowy (a właściwie wybudowano go od nowa), zakończonej dopiero w 1844 (z powodów konstrukcyjnych niemal odpadła wieża). Wybudowany w stylu klasycystycznym.
- pałacyk Grohmann, przebudowany w I połowie XIX wieku zamek z XVII wieku,
- cmentarz z początku XIX wieku. Część nagrobków zostało przeniesionych ze starego cmentarza; najstarszy pochodzi z 1789,
- drewniana dzwonnica ewangelicka z 1921,
- ruiny zamku Fürstenwalde z XV wieku na zboczu góry Zámecká hora

## Demografia
Źródło: Czeski Urząd Statystyczny

## Turystyka
W miejscowości Vrbno pod Pradědem są hotele: „Centrum Stone – Hotel Sport” i „PARKHOTEL” oraz pensjonaty: „Ariana”, „Pod Pradědem”, „Pomodoro”, „U Hradilů”, „U Sedlářů” i „Zámeček Grohmann”.
Prowadzą z niego liczne szlaki turystyczne na trasach:
  Vrbno pod Pradědem – Mnichov – dolina potoku Černá Opava – Rejvíz – góra Bleskovec – góra Bílé skály – szczyt Zlatý Chlum – Jesionik;
  Vrbno pod Pradědem – góra Kopřivník – Kościół św. Anny – góra Anenský vrch – Andělská Hora – Světlá Hora;
  Vrbno pod Pradědem – góra Vysoká hora – przełęcz Malá hvězda – góra Ovčí vrch (1) – góra Hřeben – Hvězda – Karlova Studánka;
  Vrbno pod Pradědem – góra Větrník – góra Ostrý – Spálené – Komora – góra Kotel – szczyt Solná hora – góra Supí lán – U Obrázku;
  Vrbno pod Pradědem – Bílý Potok – góra Pytlák – ruiny zamku Rabenštejn – góra Medvědí vrch – góra Medvědí louka – dolina potoku Šumný p. – Adolfovice;
  Vrbno pod Pradědem – Karlovice – góra Větrná – góra Svoboda – Krasov – góra Tříslový – Krnov,
oraz dwa szlaki spacerowe:
 Vrbno pod Pradědem – góra Výří kameny – Vrbno pod Pradědem;
 Vrbno pod Pradědem – góra Huk – Vrbno pod Pradědem.
Z Vrbna pod Pradědem prowadzi również pięć szlaków rowerowych na trasach:
 (nr 553) Drakov – Vrbno pod Pradědem – Ludvíkov – Karlova Studánka – Hvězda – Malá Morávka – Dolní Moravice – góra Harrachovský kopec – Rýmařov;
 (nr 6029) Vrbno pod Pradědem – Vidly – Sedlo nad Karlovou Studánkou (Kóta) – Karlova Studánka – Hvězda – Suchá Rudná – Bruntál;
 (nr 6070) Vrbno pod Pradědem – Karlovice – Široká Niva – Skrbovice;
 Vrbno pod Pradědem – góra Kopřivník – góra Anenský vrch – Andělská Hora – Suchá Rudná;
 Vrbno pod Pradědem – góra Zámecká hora – góra Plošina – góra Žárový vrch-SV – góra Žárový vrch – góra Lyra – góra Lyra-J – Sedlo nad Karlovou Studánkou (Kóta).
Na stoku góry Pod Vysokou znajduje się trasa narciarstwa zjazdowego:
 długość około 1500 m z wyciągiem narciarskim, określona jako łatwa.

## Współpraca
- Głogówek, Polska

## Galeria

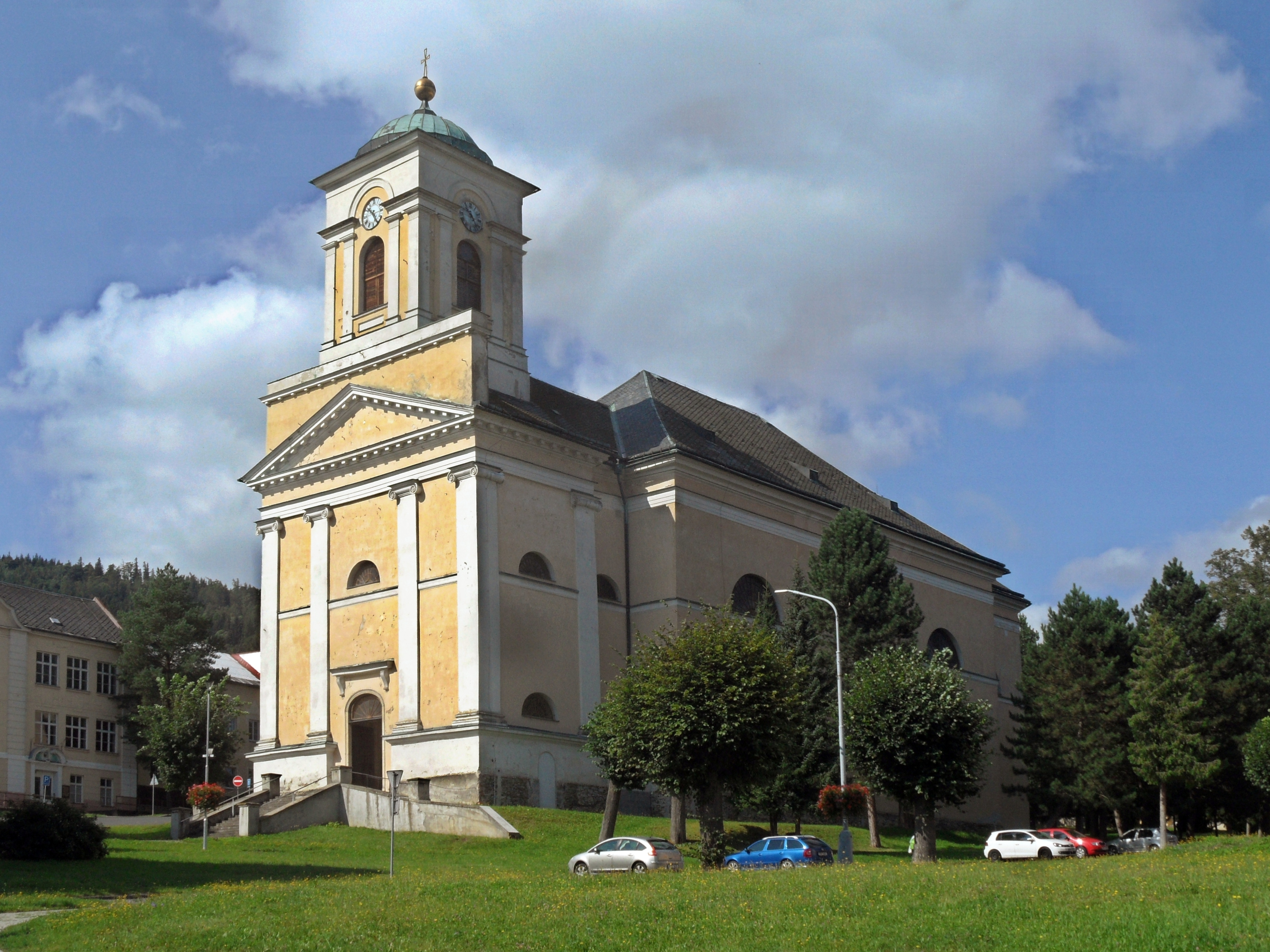
Kościół św. Michała
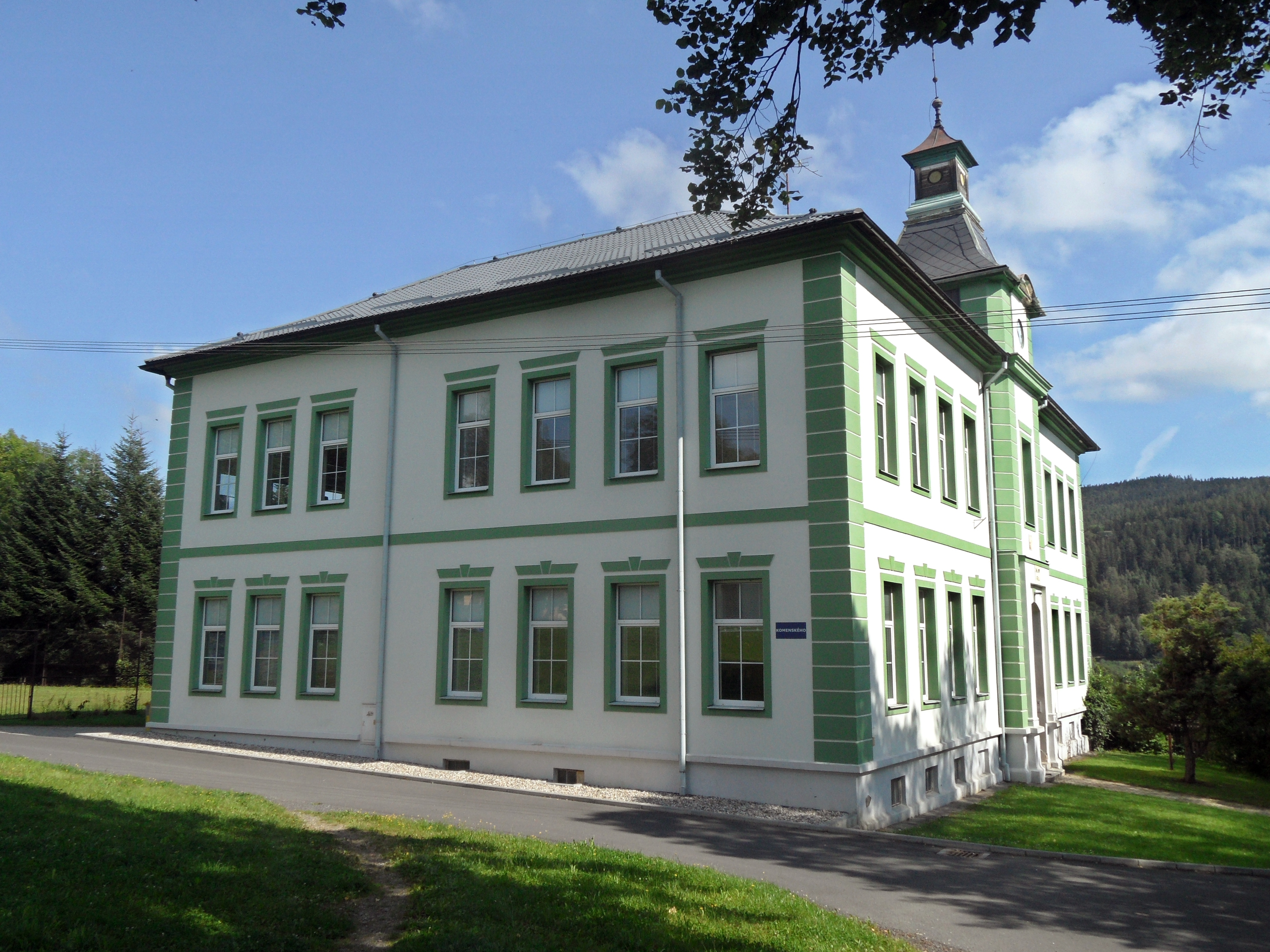
Szkoła podstawowa
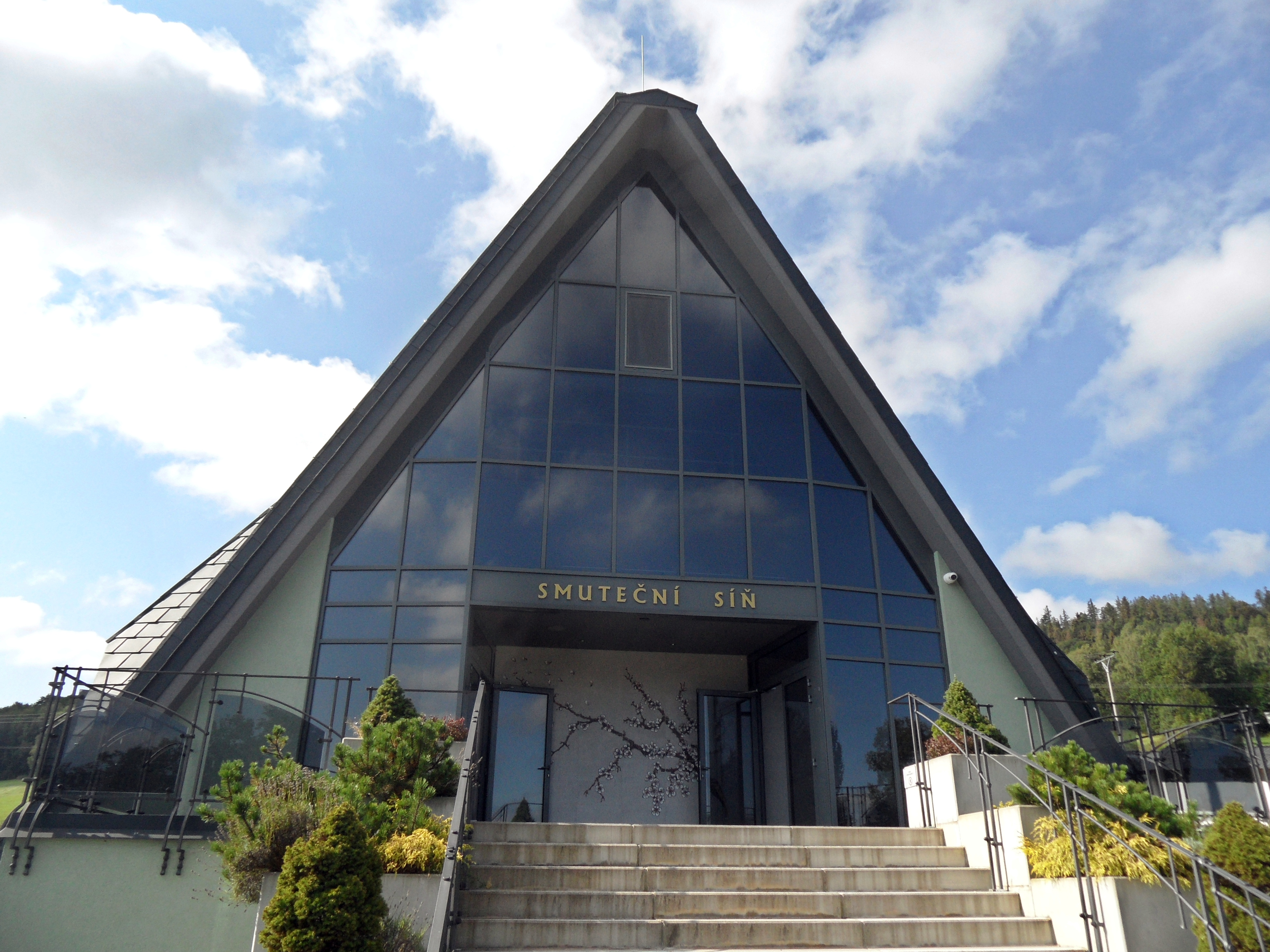
Nowa Sala Żałobna (obok cmentarza)
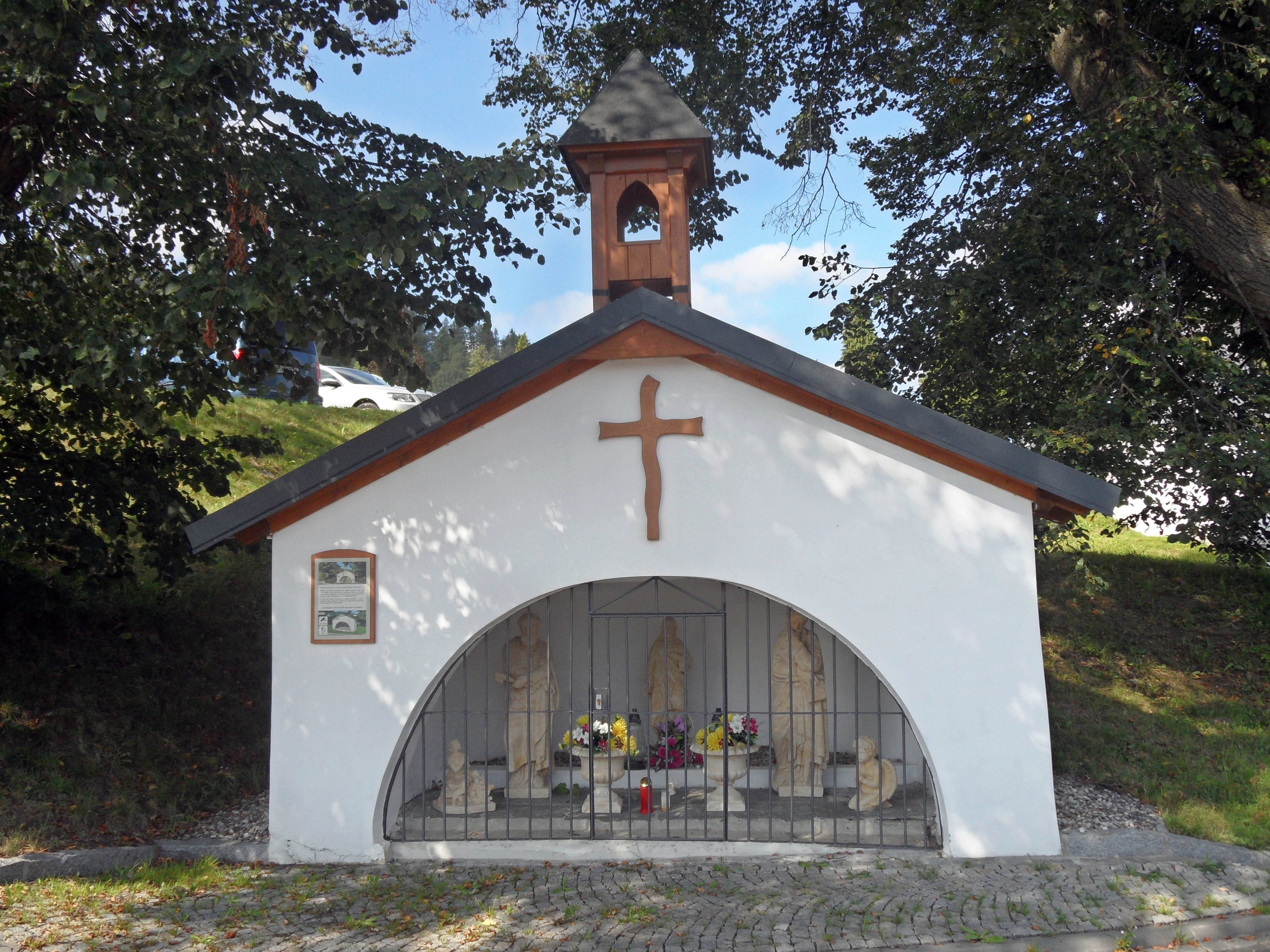
Kaplica przy cmentarzu, obok pamiątkowej lipy
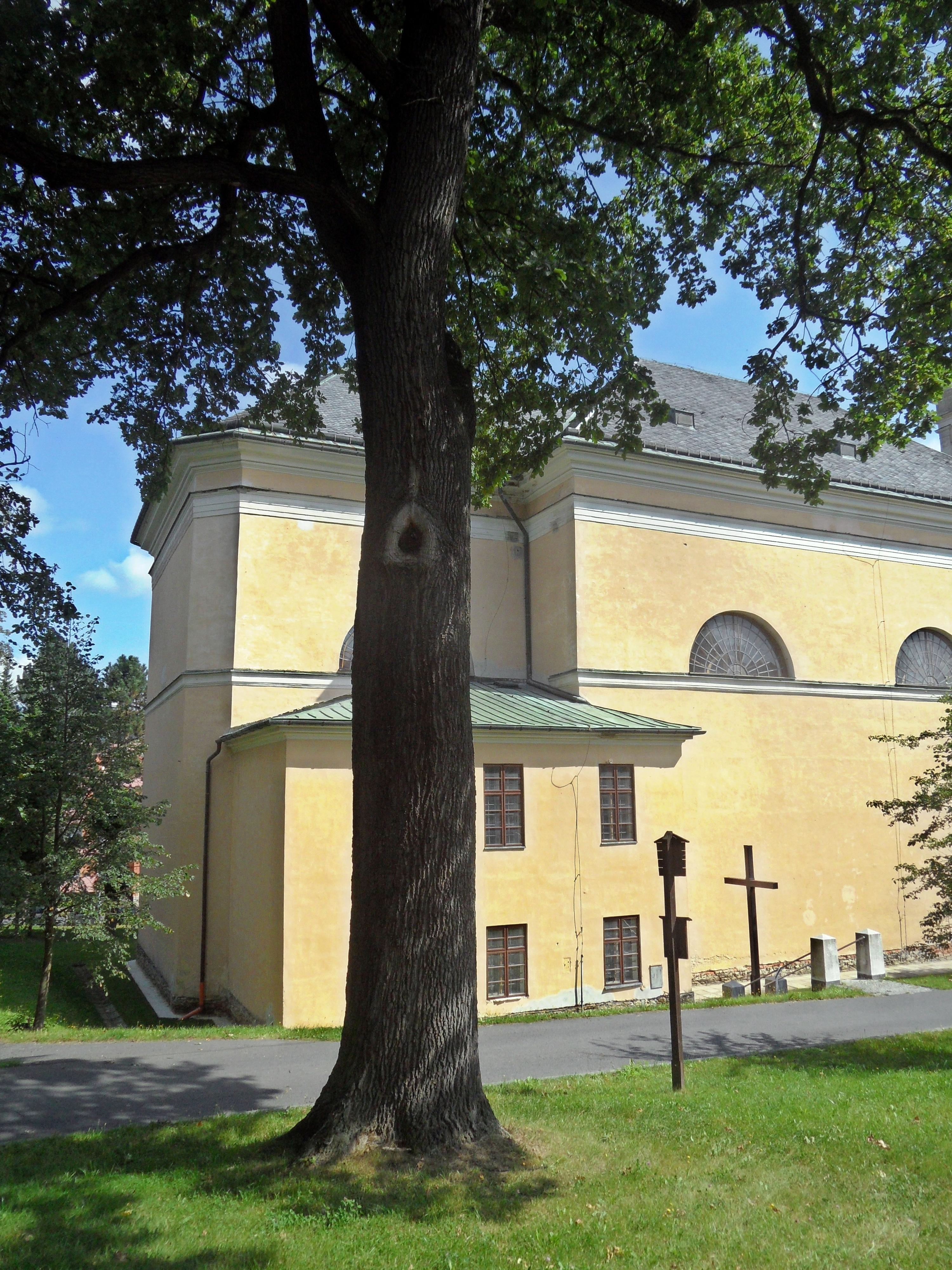
Dąb pamięci na placu św. Michała